# Madeleine Buonaiuti
Madeleine (Maddalena) Buonaiuti, senare Alamanni och de Gondi, född okänt år, död 1580, var en fransk hovfunktionär. Hon var dame d'atours åt Frankrikes drottning Katarina av Medici från 1552, samt ställföreträdande Première dame d'honneur 1553–1560. 

## Biografi
Madeleine Buonaiuti tillhörde en familj som invandrat till Frankrike från Florens. Hon var först gift med poeten Luigi Alamanni (död 1556), och gifte sig år 1558 med hovmannen Jean-Baptiste de Gondi, bror till Antoine de Gondi, i ett äktenskap som arrangerats av drottningen. 
Som medlem i den litterära cirkeln kring Alamanni dedicerades flera litterära verk till henne, som Primo libre deelle lettere (1546) av Niccolo Martelli och poem av Benedetto Varchi. Som hovdam tillhörde hon den krets av italienskättade personer, dominerade av familjen Gondi, som utgjorde drottning Katarinas innersta krets vid hovet. Hon tjänstgjorde först som en av Dames (statsfruar) och befordrades 1552 till dame d'atours, en ställning som tidigare innehafts av hennes svägerska Marie-Catherine Gondi, och som gjorde henne till nummer två i rang bland hovdamerna. 
Mellan 1553 och 1559, när hennes överordnade, Première dame d'honneur Françoise de Brézé, var regent i Sedan, torde Madeleine Buonaiuti i praktiken även ha fungerat som hovdamernas chef, eftersom protokollet gjorde dame d'atour till ersättare för Première dame d'honneur så snart denna var frånvarande.  